# Johnny Perry
Johnny Wade Perry Jr. (24 de octubre de 1972 - 21 de noviembre de 2002) fue un strongman de Carolina del Norte, Estados Unidos. Con 1,93 m y 170 kg, él fue uno de los competidores más corpulentos en la historia de El hombre más fuerte del mundo . Perry finalizó cuarto en las finales del hombre más fuerte del mundo 2002.
Perry muere abruptamente el 21 de noviembre de 2002 por una intoxicación de cocaína, posiblemente agravado por un infarto. Él fue elegido como el cuarto hombre más fuerte de su tiempo por la IFSA